# You Best
『you Best』（ユー・ベスト）は、1984年11月1日に発売された早見優初のベスト・アルバム。発売元はトーラスレコード。品番は(CD：35TX-1001)。

## 解説
デビュー・シングル「急いで!初恋」から10枚目のシングル「Me☆セーラーマン」までのA面曲に、「Me☆セーラーマン」と両A面扱いの「ビューティフル ライバル」を加えた全11曲が収録されている。　CDのみで発売された。

## 収録曲
1. 急いで!初恋
作詞：松本一起 / 作曲：小杉保夫 / 編曲：大谷和夫
2. Love Light
作詞：Pia Jackson / 作曲：Jimmy Jackson / 日本語詞：三浦徳子 / 編曲：萩田光雄
3. アンサーソングは哀愁
作詞：阿久悠 / 作曲：馬飼野康二 / 編曲：萩田光雄
4. あの頃にもう一度
作詞・作曲：松宮恭子 / 編曲：鷺巣詩郎
5. 夏色のナンシー
作詞：三浦徳子 / 作曲：筒美京平 / 編曲：茂木由多加
6. 渚のライオン
作詞：三浦徳子 / 作曲：筒美京平／編曲：茂木由多加
7. ラッキィ・リップス
作詞：三浦徳子 / 作曲：筒美京平 / 編曲：大村雅朗
8. 抱いてマイ・ラブ
作詞：松本一起 / 作曲：John Stanley / 編曲：茂木由多加
9. 誘惑光線・クラッ!
作詞：松本隆 / 作曲：筒美京平 / 編曲：大村雅朗
10. Me☆セーラーマン
作詞：三浦徳子 / 作曲：林哲司 / 編曲：茂木由多加
11. ビューティフル ライバル
作詞：薄木麻子 / 補作詞：Jun＆Jim / 作曲：小田裕一郎 / 編曲：大谷和夫